# 山田睦男
山田 睦男（やまだ むつお、1941年1月31日 - 2011年4月22日）は、日本の歴史学者。国立民族学博物館名誉教授・総合研究大学院大学名誉教授。専攻はラテン・アメリカ史（都市史）・ラテン・アメリカ地域研究（都市問題）。

## 略歴
東京都出身。1961年、東京大学教養学部教養学科北アメリカ分科卒業（教養学士）。1963年4月、特殊法人アジア経済研究所調査研究員として就職する。同年9月から休職し、フルブライト奨学生としてフロリダ大学大学院へ留学、1965年フロリダ大学大学院歴史学修士課程修了（歴史学修士）。その後、アジア経済研究所海外派遣員（サン・パウロ市）、海外業務室客員研究員アドバイザー及び地域研究部主任調査員（ラテンアメリカ）等の勤務を経て、1979年筑波大学歴史人類学系助教授、ラテンアメリカ特別研究プロジェクト専従研究員となる。1995年、南山大学外国語学部イスパニア学科教授、国立民族学博物館地域研究企画交流センター教授、総合研究大学院大学地域文化学科教授。2004年定年退職、同大学名誉教授、国立民族学博物館名誉教授。定年退職後は日本学術振興会サン・パウロ事務所連絡研究員（事務所長後任）、2006年サラマンカ大学文学部特任客員教授、社会科学部東アジア・日本研究修士課程教授、同大日西文化センター学術主任を務めた。
2011年4月11日、癌（膵臓及び肺）により死去。享年70。

## 人物
国営企業の重役などをしていた父山田増太郎と母茂子（士族松岡家の出自）の三男として生を受けた。父親も東京大学法学部（旧帝大）を卒業したインテリであり、厳格であったようである。そのため比較的アカデミックで厳しい家庭環境で育ったものと想像され、その後のインテリ志向（人間観の狭窄傾向）は、父親からの影響が強いと考えられる。他の兄弟も高学歴の者が多く、これはまさに、ピエール・ブルデューのいうところの「ハビトゥス」によるものであろう。性格は、完全主義、厳格、真面目かつ規範的であり、酒は節度を守り、タバコは嗜まなかった。語学を好み、ラテンアメリカ研究に没頭する中で、主にラテン系の西欧語に精通し、英語、スペイン語、ポルトガル語、フランス語、イタリア語等を学習、修得しており、晩年、アジア言語（中国語、韓国語等）の習得の時間及び機会が無かったことを悔いていた。都市観察と研究を主眼として、世界中の60ヶ国以上の国を訪れ、視察した都市は100近い。生前「人間関係はあまり得意ではない。」と自ら語っており、実際、人付き合いにおいては不器用であったようだが、FIEALC（ラテンアメリカ・カリブ海研究国際連盟）の第11回国際大会実行委員長（2003年）を務め、開催困難な状況の中で、その学会を成功させるなどリーダーシップを発揮する一面もあった。また、研究以外に多彩な趣味を持ち、武道、木工（山梨県に自らログハウスを建設）、造園、イタリア音楽等を嗜んでいた。分けても武道は中高校時代の剣道修行にはじまり、空手道五段、棒杖術四段を取得し、晩年サラマンカ大学時は、居合道を稽古していた。思想的傾向としては、歳をとるにしたがって次第に保守化傾向にあった。

## 受賞歴
- 筑波大学永年勤続精励表彰、1990年10月1日（銀杯）
- 大同国際文化財団地域研究奨励賞、1995年7月
- グアテマラ国国立サン・カルロス大学感謝状（Diploma de Mérito）、2002年8月　＊日本大使館主催日本文化週間関連の講演に対して。
- FIEALCラテンアメリカ・カリブ海研究国際連盟賞状（Diploma de Mérito）、2003年及び2005年
- CEISALラテンアメリカ研究ヨーロッパ審議会名誉メダル（Diploma de Mérito）、2007年4月　＊日本、欧州間のラテンアメリカ研究の交流推進の功績。
- CELAOラテンアメリカ研究アジア・オセアニア審議会功労盾（Plaque of Appreciation)、2007年6月　＊同審議会設立と初代会長退任に対して。
- 正五位瑞宝小綬章、2011年4月22日

## 主な著作

### 共著
- 細野昭雄、高橋伸男、中川文雄共著『ラテンアメリカの巨大都市―第三世界の現代文明』二宮書店

### 編著
- 『概説ブラジル史』有斐閣
- MIYAJIMA Takashi, KAJITA Takamichi, YAMADA Mutsuo, eds. Regionalism and Immigration in the Context of European Integration. Osaka: The Japan Center for Area Studeis, National Museum of Ethnology, 313p.(1999)
- 『発展途上諸国の農村開発』地域研究企画交流センター(1999)

### 共編著
- 増田義郎編『世界各国史（25）ラテン・アメリカ史（1）メキシコ・中央アメリカ・カリブ海』山川出版社

### 論文等
- 「R.J.アレクザンダー著「ラテン・アメリカ労働運動」1965」『アジア経済』 7(6), 109-111頁（1966）
- 「E.リューウェン著「将軍対大統領--ラテン・アメリカのネオ・ミリタリズム」1964」『アジア経済』 8(4), 84-87頁（1967）
- 「革命前メキシコの木綿工業における移民企業者の役割--オリサバ地方のケース・スタディ」『アジア経済』 9(4), 38-63頁（1968）
- 「新首都ブラジリアの現状(現地報告)」『アジア経済』 11(6), 106-112頁（1970）
- 「ブラジル日系人の社会的地位とその上昇(現地報告)」『アジア経済』12(4), 85-93頁（1971）
- 「サン・パウロ市の経済的機能と都市的発展-1-コーヒー輸出経済期まで」『アジア経済』 12(11), 73-89頁（1971）
- 「サン・パウロ市の経済的機能と都市的発展-2完-輸入代替工業化期(1930年代以降)」『アジア経済』 13(8), 38-58頁（1972）
- 「現代ブラジルの権威主義体制とイデオロギー」『アジア経済』17(1・2）,153-172頁（1976）
- 「政治経済危機のガイゼル政権へカンフル注射 (動き出した対ブラジル巨大投資)」『朝日ジャーナル』18(40), 92-95頁（1976）
- 「ブラジル政府・5人の指導者(世界の顔) (ブラジルと日本<特集>) 」『世界週報』 57(36), 38-39頁（1976）
- 「特集「70年代ラテンアメリカの政治経済」について (70年代ラテンアメリカの政治経済<特集>)」『アジア経済』18(10), 2-3頁（1977）
- 「ガイゼル政権の軌跡--ブラジルの政治体制の制度化と正統性の考察 (70年代ラテンアメリカの政治経済<特集>)」『アジア経済』 18(10), 23-32頁（1977）
- "Settlement and economic development in northeast Brazil:separation of agriculture and grazing and the rise of regional problems"

Latin American Studies,No.4,1982
- 「ラテン・アメリカの植民地時代都市--メヒコ市とサルヴァド-ル市の比較に関する試論 (ラテン・アメリカの諸相<特集>)」『海外事情』30(1), 74-88頁（1982）
- 「目墨関係の新たな傾向と問題:1970年代の相互イメージを中心に」『筑波大学地域研究』 3, 63-74頁（1985）
- "Perfil historico: vision retrospectiva, alcances y perspectivas de las relaciones entre Mexico y Japon," en Martinez Legorreta, Omar y Hosono, Akio, compiladores. Relaciones Mexico-Japon: Nuevas dimensiones y perspectivas. Mexico: El Colegio de Mexico, pp.51-83.(1985)
- 「ラテン・アメリカ世界の形成過程における都市と外部空間--植民地時代ブラジルとメキシコの比較から」『歴史人類』 14, 105-138(27-60)（1986）
- 「ラテン・アメリカ研究の課題と方法(特集「地域研究」)」 『筑波大学地域研究』 5, 31-43頁（1987）
- 「スペイン系アメリカ植民地都市の規則的形態の確立過程と要因」『史境』14,35-50頁（1987）
- 「ラテンアメリカ 一進一退ながらも民主化へ向かう (87年の世界情勢を展望する<特集>)」 『世界週報』 68(1), 78-81頁（1987）
- 「留学生教育と国際交流 : 体験論と提案」『筑波大学留学生教育センター留学生教育論集』 1, 25-34頁（1988）
- 「アメリカ : 中南米(一九八七年の歴史学界 : 回顧と展望)」 『史學雜誌』 97(5), 982-984頁（1988）
- "Coordinator. Urbanization in Latin America: Its Characteristics and Issues." The University of Tsukuba, 121p, pp. 1-14.(1990)
- 「アメリカ : ラテン・アメリカ (一九九一年の歴史学界 : 回顧と展望)」 『史學雜誌』 101(5), 1042-1044頁（1992）
- 「<評論・随想>私のラテンアメリカ都市研究」『民博通信』 71, 8-17頁（1996）
- "Ciudad y campo en America Latina." Osaka: The Japan Center for Area Studies, National Museum of Ethnology, 334p.(1997)
- "Latin American Immigrants in Southern Europe," en MIYAJIMA Takashi, KAJITA Takamichi, YAMADAMutsuo, eds. Regionalism and Immigration in the Context of European Integration. Osaka: The Japan Center for Area Studies, Natinal Museum of Ethnology,（頁数不詳）(1999)
- "Estudios latinoamericanos en Japon y Asia Oriental." Conferencia magistral en el 50ICA , Varsovia, Polonia. 14 de julio. （国際アメリカニスト会議第50回大会記念講演「日本および東アジアにおけるラテンアメリカ研究」）（当大会報告所載）（2000）
- 増田義郎編　『新ラテン・アメリカ史ＩＩ（南アメリカ）』山川出版社、第Ｉ編第5章「植民地時代のブラジル」、第ＩＩＩ編第1章「総説」および第5章「ブラジル」、第ＩＶ編第5章「ブラジル」、第Ｖ編第5章「ブラジル」を執筆担当。(2000)
- "Estados nacionales, etnicidad y democracia en Ame'rica Latina."Osaka: The Japan Center for Area Studeis, National Museum of Ethnology, 380p.(2002)
- "Emigracio'n latinoamericana: Comparacio'n interregional entre Ame'rica del Norte, Europa y Japo'n." Osaka: The Japan Center for Area Studeis, National Museum of Ethnology, 590p.(2003)